# 1953年ケンブリッジ大学ラグビー部の日本遠征
1953年ケンブリッジ大学ラグビー部の日本遠征では、1953年9月から10月にかけてケンブリッジ大学ラグビー部が日本に遠征し日本代表とのテストマッチ2試合を含む計8試合が組まれた。

## 試合日程・結果
| 日時          | 会場                       | ホーム       | スコア | アウェイ         |
| ------------- | -------------------------- | ------------ | ------ | ---------------- |
| 1953年9月9日  | 西京極競技場（京都府）     | 関西学生代表 | 3-32   | ケンブリッジ大学 |
| 1953年9月13日 | 秩父宮ラグビー場（東京都） | 慶應義塾大学 | 3-14   | ケンブリッジ大学 |
| 1953年9月16日 | 秩父宮ラグビー場（東京都） | 明治大学     | 14-26  | ケンブリッジ大学 |
| 1953年9月20日 | 秩父宮ラグビー場（東京都） | 早稲田大学   | 0-30   | ケンブリッジ大学 |
| 1953年9月23日 | 平和台陸上競技場（福岡県） | 九州代表     | 12-16  | ケンブリッジ大学 |
| 1953年9月27日 | 花園ラグビー場（大阪府）   | 日本         | 11-34  | ケンブリッジ大学 |
| 1953年9月30日 | 瑞穂ラグビー場（愛知県）   | 関西代表     | 9-21   | ケンブリッジ大学 |
| 1953年10月5日 | 秩父宮ラグビー場（東京都） | 日本         | 6-35   | ケンブリッジ大学 |

## 遠征メンバー
オックスフォード大学ラグビー部は以下のメンバーで遠征した。
スタッフ:
- 監督: Dr. サムエル・V・ペリー（英語版）（Dr. Samuel V. Perry）
- レフリー: Dr. ピーター・F・クーパー（Dr. Peter F. Cooper）

選手:
- ピーター・ウィラー（Peter J. F. Wheeler）
- イアン・グローグ（Ian S. Gloag）
- イアン・ビアー（Ian D. S. Beer）
- ディッキー・ドゥ（Dickie R. W. Dawe）
- ピーター・デーヴィス（Peter M. Davies）
- フィル・デーヴィス（英語版）（W. Phil C. Davies）
- ケン・ダルグリーシュ（英語版）（Ken J. Dalgleish）
- ミカエル・バシュビィ（Michael H. Bushby）
- ジム・ロバーツ（Jim Roberts）
- ティム・ピァーソン（Tim C. Pearson）
- デニス・シルク（Dennis R. W. Silk）
- ジョン・R・プリティー（John R. Pretty）
- ケリー・デービス（Kerry Davies）
- ミカエル・マッシー（Michael J. O. Massey）
- ロビン・ヒッチコック（Robin L. Hitchcock）
- ピーター・M・アシャー（Peter M. Usher）
- ダン・マッシー（Dan G. Massey）
- ディスモンド・アリーズ（Desmond C. Allies）
- ボブ・マッキュエン（Bob MacEwen）
- ドナルド・エヴァンス（Donald R. J. Evans）
- デビッド・ブランド（David A. Bland）
- ジェフリー・クレメンツ（Jeffrey W. Clements）
- J・P・K・アスキス（John P. K. Asquith）
- T・E・ヴァル・スティヴンスン（T. E. Val Stephenson）

## 試合一覧
第1戦
| 1953年9月9日 16:30 | 関西学生代表 | 3-32 | ケンブリッジ大学 | 西京極競技場（京都府） レフリー: ピーター・クーパー |
| 1953年9月9日 16:30 | レポート     |      |                  | 西京極競技場（京都府） レフリー: ピーター・クーパー |

第2戦
| 1953年9月13日 16:00 | 慶應義塾大学 | 3-32 | ケンブリッジ大学 | 秩父宮ラグビー場（東京都） レフリー: ピーター・クーパー |
| 1953年9月13日 16:00 | レポート     |      |                  | 秩父宮ラグビー場（東京都） レフリー: ピーター・クーパー |

第3戦
| 1953年9月16日 16:00 | 明治大学 | 14-26 | ケンブリッジ大学 | 秩父宮ラグビー場（東京都） レフリー: ピーター・クーパー |
| 1953年9月16日 16:00 | レポート |       |                  | 秩父宮ラグビー場（東京都） レフリー: ピーター・クーパー |

第4戦
| 1953年9月20日 15:40 | 早稲田大学 | 0-30 | ケンブリッジ大学 | 秩父宮ラグビー場（東京都） レフリー: ピーター・クーパー |
| 1953年9月20日 15:40 | レポート   |      |                  | 秩父宮ラグビー場（東京都） レフリー: ピーター・クーパー |

第5戦
| 1953年9月23日 15:30 | 九州代表 | 3-32 | ケンブリッジ大学 | 平和台陸上競技場（福岡県） レフリー: 川田大介 |
| 1953年9月23日 15:30 | レポート |      |                  | 平和台陸上競技場（福岡県） レフリー: 川田大介 |

第6戦（テストマッチ）
| 1953年9月27日 15:00 | 日本     | 11-34 | ケンブリッジ大学 | 花園ラグビー場（大阪府） レフリー: ピーター・クーパー |
| 1953年9月27日 15:00 | レポート |       |                  | 花園ラグビー場（大阪府） レフリー: ピーター・クーパー |

|  | 15 | 佐藤英彦   |
|  | 14 | 横岩玄平   |
|  | 13 | 渡部昭彦   |
|  | 12 | 今村隆一   |
|  | 11 | 佐々木敏郎 |
|  | 10 | 上坂桂造   |
|  | 9  | 大塚満彌   |
|  | 8  | 原田秀雄   |
|  | 7  | 橋本晋一   |
|  | 6  | 土屋俊明   |
|  | 5  | 梅井良治   |
|  | 4  | 北島輝夫   |
|  | 3  | 夏井末春   |
|  | 2  | 松岡正也   |
|  | 1  | 斎藤尞     |

|  | 15 | ピーター・デーヴィス   |
|  | 14 | ケン・ダリグリーシュ   |
|  | 13 | ミカエル・バシュビィ   |
|  | 12 | フィル・デーヴィス     |
|  | 11 | ディッキー・ドゥ       |
|  | 10 | ロビン・ヒッチコック   |
|  | 9  | ティム・ピァーソン     |
|  | 8  | ドナルド・エヴァンス   |
|  | 7  | ピーター・ウィラー     |
|  | 6  | イアン・ビアー         |
|  | 5  | ミカエル・マッシー     |
|  | 4  | デビッド・ブランド     |
|  | 3  | ダン・マッシー         |
|  | 2  | ディスモンド・アリーズ |
|  | 1  | デニス・シルク         |

第7戦
| 1953年9月30日 15:30 | 関西代表 | 9-21 | ケンブリッジ大学 | 瑞穂ラグビー場（愛知県） レフリー: ピーター・クーパー |
| 1953年9月30日 15:30 | レポート |      |                  | 瑞穂ラグビー場（愛知県） レフリー: ピーター・クーパー |

第8戦（テストマッチ）
| 1953年10月5日 14:30 | 日本     | 6-35 | ケンブリッジ大学 | 秩父宮ラグビー場（東京都） レフリー: ピーター・クーパー |
| 1953年10月5日 14:30 | レポート |      |                  | 秩父宮ラグビー場（東京都） レフリー: ピーター・クーパー |

|  | 15 | 佐藤英彦   |
|  | 14 | 横岩玄平   |
|  | 13 | 広畠登     |
|  | 12 | 今村隆一   |
|  | 11 | 佐々木敏郎 |
|  | 10 | 麻生純三   |
|  | 9  | 三苫学     |
|  | 8  | 原田秀雄   |
|  | 7  | 松重正明   |
|  | 6  | 土屋俊明   |
|  | 5  | 橋本晋一   |
|  | 4  | 梅井良治   |
|  | 3  | 関川哲男   |
|  | 2  | 斎藤尞     |
|  | 1  | 夏井末春   |

|  | 15 | ピーター・デーヴィス   |
|  | 14 | ジム・ロバーツ         |
|  | 13 | ケン・ダリグリーシュ   |
|  | 12 | ミカエル・バシュビィ   |
|  | 11 | ディッキー・ドゥ       |
|  | 10 | ロビン・ヒッチコック   |
|  | 9  | ティム・ピァーソン     |
|  | 8  | ドナルド・エヴァンス   |
|  | 7  | ジェフリー・クレメンツ |
|  | 6  | イアン・ビアー         |
|  | 5  | ミカエル・マッシー     |
|  | 4  | ピーター・ウィラー     |
|  | 3  | ダン・マッシー         |
|  | 2  | ボブ・マッキュエン     |
|  | 1  | デニス・シルク         |